# Chuyện tình xa xứ
Chuyện tình xa xứ là một bộ phim hài hước - tình cảm - tâm lý Việt Nam của đạo diễn Victor Vũ, được khởi chiếu vào ngày 13 tháng 2 năm 2009 ở Việt Nam và ngày 9 tháng 10 năm 2009 ở Mỹ.
Phim có sự tham gia của Bình Minh, Huy Khánh, Ngọc Diệp, Kathy Uyên và Tăng Bảo Quyên. Tựa phim chính thức trong tiếng Anh là Passport to Love (dịch sang tiếng Việt: Hộ chiếu đến tình yêu).

## Nội dung
Khang và Hiếu là đôi bạn thân chơi với nhau hồi còn nhỏ, Khang ỷ lại bố mình là tổng giám đốc giàu có nên anh ta chỉ biết ăn chơi trác táng với số tiền to lớn của ông bố, còn Hiếu có xuất thân nghèo khó nên chỉ biết chăm chỉ học hành để sau này có thể trở thành "Bill Gates Việt Nam" lo cho mẹ. Người yêu của Hiếu là một cô nàng giáo viên tên Thảo, hai người yêu nhau suốt 8 năm, Hiếu nói rằng sẽ cưới Thảo khi nào anh học thành tài.
Khang và Hiếu có cơ hội đi du học ở Mỹ, trước khi đi Hiếu dặn Thảo ở nhà chăm sóc mẹ giùm. Khi qua đến Mỹ, Khang và Hiếu được người quen của Khang là ông Sáu lái xe hơi ra sân bay đón về. Khang và Hiếu ở chung trong một căn hộ, hằng ngày Hiếu vẫn ôn bài kỹ lưỡng chuẩn bị cho kỳ thi, còn Khang vẫn cứ ăn chơi với các cô gái. Hiếu đến nhà vợ chồng bà Mai, bạn thân của mẹ Hiếu, để trò chuyện với họ. Vợ chồng bà Mai có cô con gái xinh đẹp tên Jennifer, cô này luôn ước mơ thắng giải hoa hậu nhưng vì nói tiếng Việt không rành nên đành phải nhận giải á hậu nhiều lần. Vợ chồng bà Mai thuê Hiếu dạy tiếng Việt cho Jennifer, chưa đầy một tháng, Hiếu đã dạy Jennifer nói tiếng Việt rành rẽ. Jennifer bắt đầu nảy sinh tình cảm với Hiếu, hai người cũng có ngủ với nhau.
Một ngày kia, lúc đang đi ăn phở ở Little Saigon, Khang gặp gỡ cô cảnh sát Tiffany. Khang thích Tiffany ngay từ cái nhìn đầu tiên, không những thế anh ta còn rất nể phục cô sau khi thấy cô hạ gục tên tội phạm có súng. Khang không biết làm cách nào để gặp lại Tiffany cho đến khi anh ta bị cảnh sát bắt về đồn vì đang lái xe trong tình trạng say rượu. Khang cố gắng làm quen với Tiffany, Tiffany khuyên Khang hãy nên đi làm kiếm tiền cực khổ như bao người khác, may ra cô ta còn suy nghĩ lại. Khang đi phụ việc trong quán kem, mới ngày đầu mà Khang đã bị đuổi do bất cẩn. Tiffany giới thiệu Khang qua làm ảo thuật tại một công viên giải trí, về sau Khang trở thành Phó quản lý của cả công viên này, bố Khang rất hài lòng.
Khang và Tiffany lên kế hoạch về Việt Nam tổ chức đám cưới, mặc dù biết Tiffany đã có một đứa con với đời chồng trước nhưng Khang vẫn yêu Tiffany. Còn về chuyện của Hiếu, vừa nghe tin mẹ bệnh nặng thì Hiếu liền trở về Việt Nam, bỏ dở chuyện học hành ở Mỹ. Nếu Hiếu chịu cưới Jennifer thì vợ chồng bà Mai sẽ bỏ tiền ra lo cho mẹ Hiếu, rốt cuộc mẹ Hiếu cũng qua đời, bà có viết lá thư để lại cho Hiếu, bà dặn Hiếu không nên bỏ rơi Thảo. Hiếu nghe lời mẹ, anh ta nói chia tay với Jennifer để trở lại với Thảo. Jennifer tức giận đi thẳng đến ngôi trường Thảo đang dạy và đưa Thảo xem cuốn album có hình Hiếu và Jennifer ân ái với nhau, sau đó Jennifer về Mỹ. Vào ngày đám cưới của Khang và Tiffany, Thảo chỉ nói Hiếu vài câu rồi lên xe bỏ đi, không ai biết cô ta đi đâu, Khang cố trấn an Hiếu và bảo Hiếu vào trong tiếp tục bữa tiệc.

## Diễn viên
- Bình Minh vai Khang
- Huy Khánh vai Hiếu
- Đinh Ngọc Diệp vai Jennifer
- Kathy Uyên vai Tiffany
- Tăng Bảo Quyên vai Thảo
- NSND Kim Xuân vai bà Kim, mẹ của Hiếu
- NGƯT Nguyễn Văn Phúc vai ông Hoàng, bố của Khang
- Julie Phụng Trần vai bà Mai, mẹ của Jennifer
- Quốc Hùng vai ông Tâm, ba của Jennifer
- Phương Anh vai bé Katie, con gái của Tiffany
- Huỳnh Văn Đua vai chú Sáu
- Thanh Vân vai mẹ của Tiffany
- Mai Sơn Lâm vai nam MC cuộc thi hoa hậu
- Mạc Anh Thư vai nữ MC cuộc thi hoa hậu
- Nguyễn Hậu vai ông Thạnh
- Mai Thành vai ông Bảy
- Tấn Thi vai bác sĩ
- David Ihrig vai sĩ quan cảnh sát Mills
- Justin Ackerman vai sĩ quan cảnh sát Dale
- Đào Thanh Liêm vai nhân viên tiệm phở trẻ
- Peter Soto vai nhân viên tiệm phở trẻ
- Nguyễn Kim Ngọc vai bà giúp việc nhà Khang
- Nguyễn Văn Chí vai ông khách
- Phạm Duy Minh Thúy vai cô gái 1
- Nguyễn Thị Tuyết Nhung vai cô gái 2
- Nguyễn Quang Vinh vai thanh niên 1
- Nguyễn Tiến Vang vai thanh niên 2
- Nguyễn Thị Thu Hà vai vũ công nhóm nhảy Hoàng Thông
- Lê Chuẩn vai phụ tá ông Hoàng 1
- Trần Phương Linh vai phụ tá ông Hoàng 2
- Nguyễn Hoàng Long vai nhân viên trong phòng trọ
- Hồ Thị Mộng Trúc vai bạn Khang
- Lê Thị Kim Liên vai bạn Khang
- Ali Aboi Elmi vai bảo vệ sân bay
- Nguyễn Hoàng Vũ vai chú Thái
- Na Dai Kang vai Johnny
- Sarah Trương vai thí sinh 1
- Trần Thị Phương vai thí sinh 2
- Huỳnh Nhật Nhung vai thí sinh 3
- Trần Thị Thanh Thảo vai thí sinh 4
- Lữ Thị Mai Dung vai thí sinh 5
- Lê Thị Diệu Hiền vai thí sinh 6
- San Ngân vai thí sinh 7
- Nguyễn Ngọc San Hương vai thí sinh 8
- Phạm Lê Anh Vân vai thí sinh 9
- Rachel Nicolas vai cô gái tiệc tùng 1
- Nguyễn Thanh Lan vai cô gái tiệc tùng 2
- Jeon Lu vai cô gái tiệc tùng 3
- Jeramee Lopez vai Phương "Girl in Blue Dress"
- Marid Garcia vai cảnh sát trong xe cảnh sát
- Andrew Trần vai giang hồ
- Edward C. Ward vai tội phạm 1
- Jeremy Serrato vai tội phạm 2
- Damien Hamler vai tội phạm 3
- Jason D. Aldvenda vai tội phạm 4
- Fred Schroeder vai tội phạm 5
- Alfred Clark vai tội phạm 6
- Đoàn Quân Phong vai sát thủ 1
- Minh Diệu vai sát thủ 2
- Bảo Quân vai sát thủ 3
- Andy T. Phạm vai khách hát karaoke
- Quỳnh Anh Lê vai cô gái tiệc Limo 1
- Anne Nguyễn vai cô gái tiệc Limo 2
- Josette Nguyễn vai cô gái tiệc Limo 3
- Nikki Nguyễn vai cô gái tiệc Limo 4
- Khan Bùi vai người chia bài
- Timotholt vai khách đánh bài
- Donna Võ vai cô gái đánh bài 1
- Rebecca Branato vai cô gái đánh bài 2
- Heather Nguyễn vai cô gái đánh bài 3
- Kathy Tiên vai cô gái đánh bài 4
- Lê Duy Bình vai cô gái đánh bài 5
- David Victor Macmillan vai cảnh sát 1
- Noel Brandon May vai cảnh sát 2
- Anh Trần vai nhân viên tiệm vàng

## Giải thưởng
Tại lễ trao giải Cánh Diều Vàng 2008, Chuyện tình xa xứ đã đoạt "Giải Khán giả bình chọn", diễn viên Kathy Uyên cũng đoạt giải "Nữ diễn viên phụ xuất sắc nhất".